# Turbomacchina

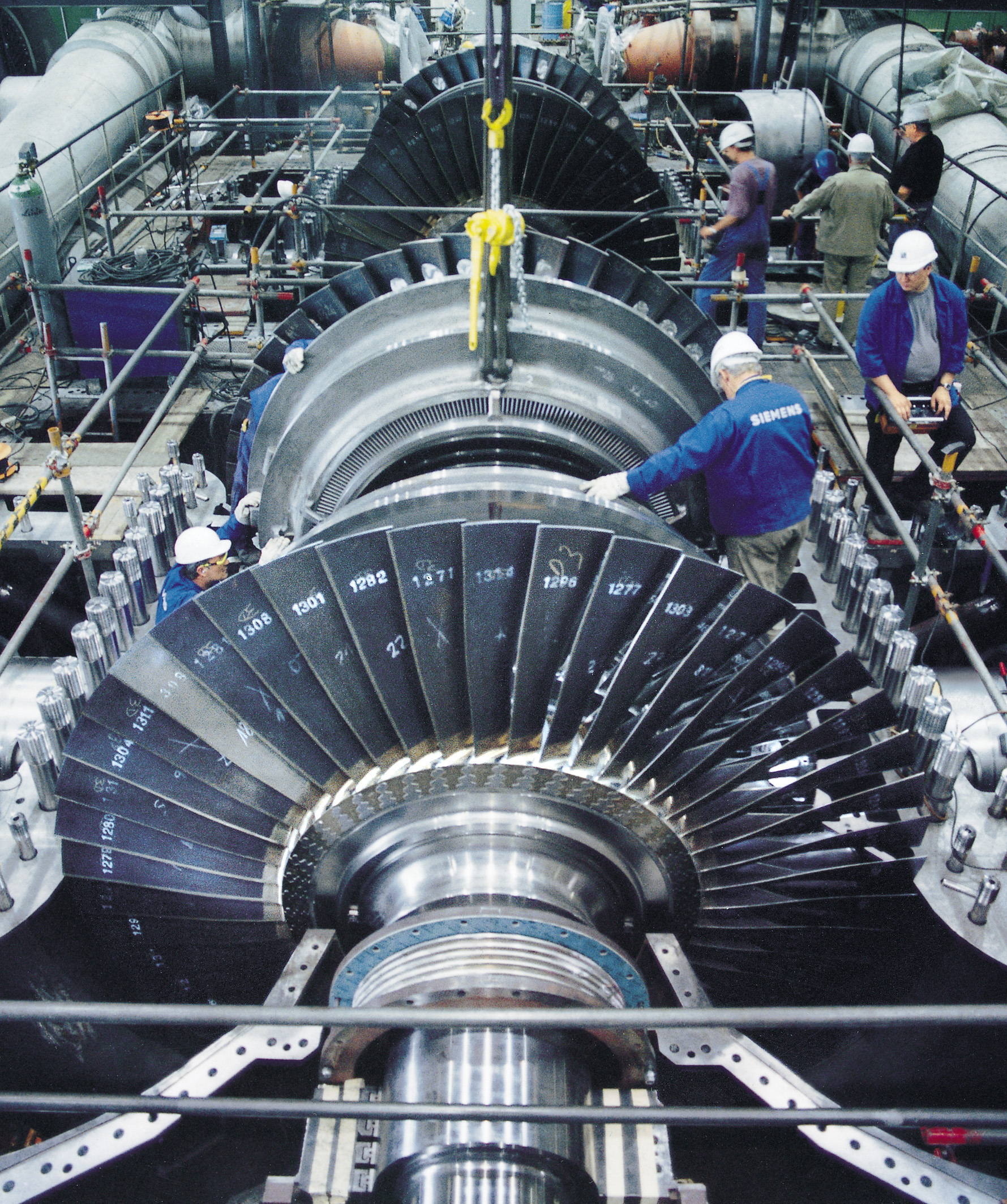
Turbina a vapore della Siemens, in Germania.

Una turbomacchina è una macchina rotativa che scambia energia meccanica con un flusso continuo di un fluido grazie alla rotazione stazionaria di un rotore (un albero su cui sono calettate delle ruote dette giranti), munita alla periferia di pale ed alloggiata in uno statore composto da una cassa, solitamente anch'essa munita di pale.
Alcuni esempi di turbomacchina sono: aerogeneratore, turbina a vapore, turbina a gas, turbina idraulica, turboelica, soffiante e il turbogetto. La progettazione di turbomacchine ha come obiettivo che lo scambio energetico sia al massimo rendimento termodinamico, tenendo conto del rapporto tra energia trasferibile e dimensioni, peso o costi della macchina.

## Classificazione
Le turbomacchine vengono classificate in diversi modi:
- Tipo di scambio energetico:
  - turbomacchina operatrice: (lavoro meccanico W < 0) La macchina cede energia al fluido (pompa fluidodinamica, compressore, ventilatore)
  - turbomacchina motrice: (W > 0) Il fluido cede energia alla macchina (turbina idraulica, a Turbina a gas, a turbina a vapore)
- Direzione principale del flusso (geometria della girante):
  - turbomacchina assiale: flusso diretto principalmente nella direzione dell'asse di rotazione della girante (per esempio il pompa assiale)
  - turbomacchina radiale: flusso diretto principalmente in direzione radiale (centripete come la pompa centrifuga)
  - turbomacchine miste
- Modalità di scambio energetico:
  - turbomacchina ad azione (grado di reazione R=0): il salto di pressione viene elaborato tutto nello statore (nel rotore varia l'energia cinetica del fluido)
  - turbomacchina a reazione (grado di reazione 0<R<1): il salto di pressione viene elaborato in parte nello statore e in parte nel rotore

## Stadio di una turbomacchina
Le turbomacchine scambiano energia con il fluido attraverso uno o più stadi. Per stadio si intende l'insieme di una ruota palettata e di uno statore e nelle turbomacchine pluristadio più rotori sono calettati sullo stesso albero. Ciò può essere utile o necessario per ottenere elevati rapporti di pressione. Lo stadio è quindi il componente fondamentale della turbomacchina costituito da:
- Rotore: organo rotante in cui avviene lo scambio di energia (dalla macchina al fluido o viceversa).
- Statore: organo fisso in cui avviene una trasformazione di energia (da cinetica a pressione o viceversa).

## Equazione di Eulero per le turbomacchine
L'equazione di Eulero rappresenta uno dei metodi più efficaci per valutare lo scambio di lavoro che avviene in un organo rotante attorno ad un asse. Per valutare tale lavoro si sceglie di esprimere quest'equazione in funzione delle velocità. La prima cosa fondamentale è dunque distinguere le varie componenti del vettore velocità: c.tangenziale (l'unica componente che ha un momento rispetto all'asse di rotazione); c.radiale e c.assiale. 
Per ricavare tale relazione si procede eguagliando l'impulso delle coppie esterne con la variazione del momento della quantità di moto.
{\displaystyle {M\Delta t}=\Delta m\mathbf {c} \times \mathbf {r} }
ma considerando che l'unica componente che produce momento è quella tangenziale si può ancora scrivere:
{\displaystyle \Delta m\mathbf {c} \times \mathbf {r} =m_{i}c_{t,i}r_{i}-m_{o}c_{t,o}r_{o}}
dividendo ambo i membri per {\displaystyle \Delta t} e ricordando la definizione di portata massica:
{\displaystyle M={\dot {m}}_{i}c_{t,i}r_{i}-{\dot {m}}_{o}c_{t,o}r_{o}}
e sotto ipotesi di stazionarietà {\displaystyle {\dot {m}}_{i}={\dot {m}}_{o}} si ottiene:
{\displaystyle M={\dot {m}}(c_{t,i}r_{i}-c_{t,o}r_{o})}
introducendo ora la velocità di trascinamento {\displaystyle \mathbf {u} =\omega r}
e moltiplicando ambo i membri per {\displaystyle \omega },
(P rappresenta la potenza)
{\displaystyle {P}={M}\omega ={\dot {m}}(c_{t,i}u_{i}-c_{t,o}u_{o})={\dot {m}}{W}}
si può ricavare l'espressione del lavoro meccanico tramite la Formula di Eulero
{\displaystyle {W}=c_{t,i}u_{i}-c_{t,o}u_{o}\,\!}
Dall'espressione ottenuta si evince che il lavoro scambiato nel suo complesso dipende solo dalle componenti del vettore velocità nella sezione di ingresso e di uscita, risultato alquanto notevole che però paga il prezzo di essere stato ricavato in condizioni di stazionarietà e flusso monodimensionale che sono ipotesi molto poco corrispondenti alla realtà ma comunque forniscono un buon grado di approssimazione per una prima analisi.

## Grado di reazione

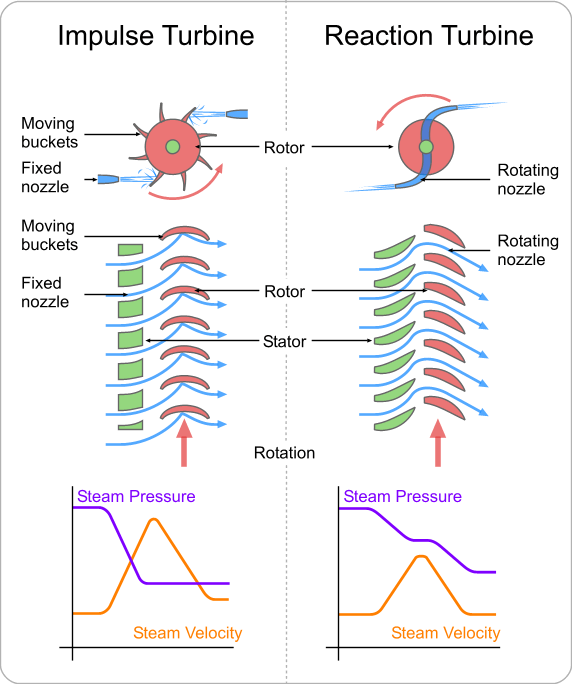
Diagramma esplicativo della differenza di funzionamento tra stadi ad azione e stadi a reazione

Il grado di reazione di una turbomacchina è un parametro adimensionale che valuta l'effetto di reazione e cioè la variazione di pressione che si ha attraverso il rotore della turbomacchina. Si definisce come il rapporto tra il lavoro scambiato nel rotore ed il lavoro totale (il lavoro scambiato nel gruppo rotore-statore) o, il che è lo stesso, la variazione di entalpia statica nel rotore e la variazione di entalpia totale nello stadio:
{\displaystyle R={\frac {W_{\mathrm {rotore} }}{W_{\mathrm {totale} }}}={\frac {W_{\mathrm {rotore} }}{W_{\mathrm {rotore} }+W_{\mathrm {statore} }}}={\frac {h_{2}-h_{1}}{h_{02}-h_{01}}}}
dove il lavoro nello statore ha segno opposto a quello nel rotore in quanto in questo caso è il fluido che compie lavoro, non la turbomacchina.
Si potranno perciò avere i seguenti casi:
- {\displaystyle R=0}: macchina ad azione (o impulso), nel rotore non vi è variazione di pressione statica.
- {\displaystyle 0<R<1}: macchina a reazione, la variazione di pressione statica avviene sia nel rotore sia nello statore.
- {\displaystyle R=1}: macchina a reazione pura, nello statore non vi è variazione di pressione statica, ma solo una variazione della direzione del flusso.